# Уганда (протекторат)
Протекторат Уганда — з 1894 по 1962 роки протекторат Британської імперії. Східно-Африканська компанія передала свої права з управління територією в 1893 році, що включала в основному королівство Буганда, британському уряду. Протекторат Уганда був утворений в 1894 рік році, його територія була розширена за межі Буганди на землі, які приблизно відповідає території сучасної  Уганди.

## Колоніальна епоха (1894-1920-ті роки)

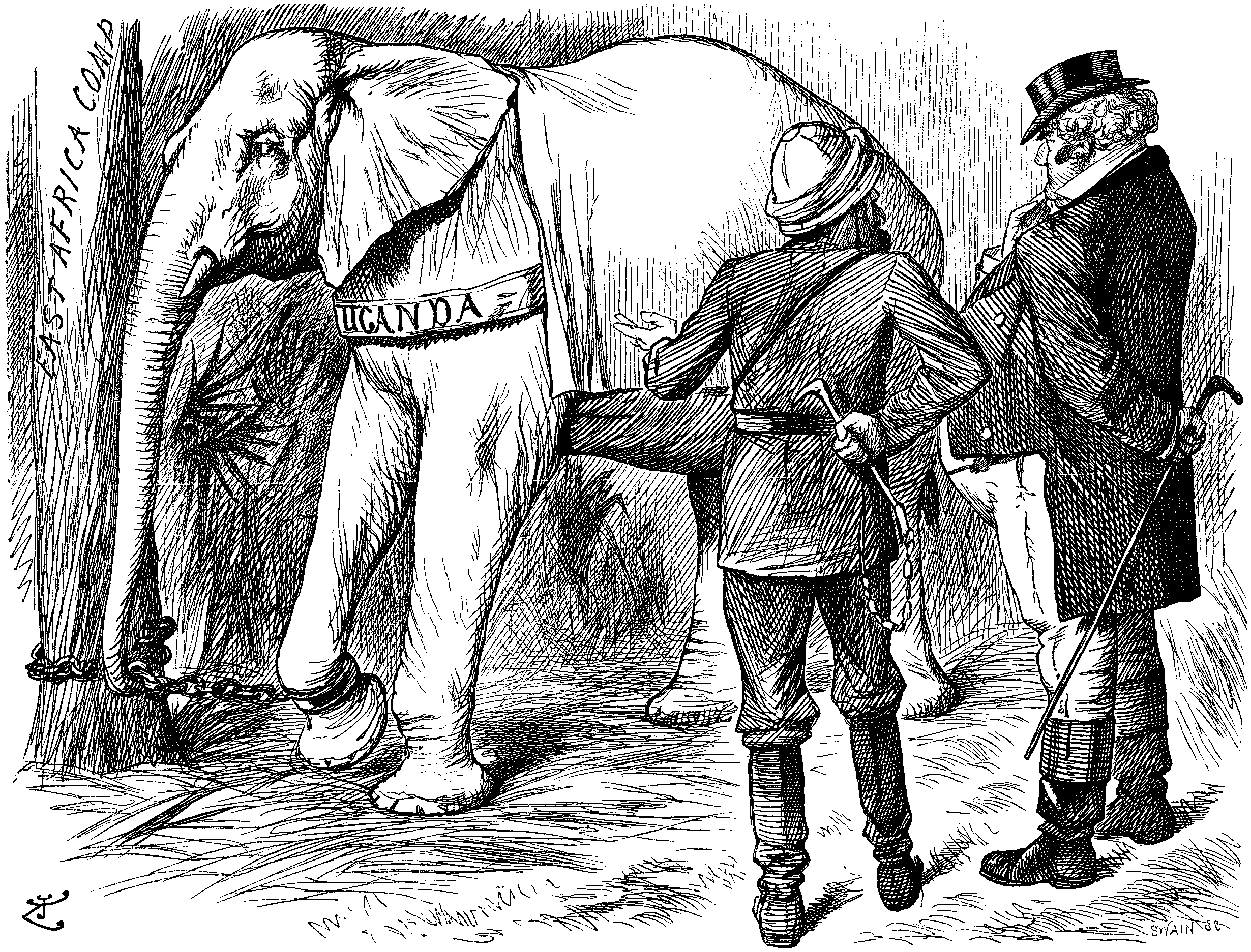
Карикатура в журналі Punch : Британська Східно-Африканська компанія намагається продати Уганду в образі білого слона британському уряду (1892).

В Уганду в 1870-х роках XIX століття активно прибували християнські місіонери. До католицизму і протестантизму намагалися звернути місцеве населення. Між Великою Британією і Німецькою імперією почалася боротьба за контроль над Угандою. У 1890 році вплив в цьому регіоні дістався Великій Британії після підписання між двома країнами договору. Британський уряд оголосив про свій протекторат над країною в 1894 році. Уганда зберегла певний ступінь самоврядування, який був відсутній в колоніях. Це забезпечив Статус протекторат, який значно відрізнявся від статусу колонії, як у випадку з сусідньої Кенією. Методи британського управління мало відрізнялися від колоніальних, оскільки головною турботою європейців був прибуток. Заколот 1897 року був придушений за допомогою колоніальних військ з Британської Індії, що обернулося значними витратами. Сер  Гаррі Г. Джонстон, новий комісар Уганди, в 1900 році видав наказ про створення нової системи фінансового управління територією, націленої на ефективне стягування податків. Джонстон запропонував вождям племен Буганди посади в колоніальній адміністрації в обмін на співпрацю. Більшість вождів були за збереження самоврядування  Буганди продовжували підтримувати верховного вождя — шинку, котрий гарантував їм приватне землеволодіння. Компромісу було досягнуто після важких переговорів. Болотисті і мало придатні для землеробства землі було надано вождям. Ввести новий податок на хатини і знаряддя дозволила угода 1900 року. Збирачами податків виступали вожді племен, дотримуючись положення, що свідчить про деяке зближення інтересів британців і племінної знаті  Буганди. Менш вигідні для місцевих племен договори з племенами Торо (1900),  Нколо (1901) і Уньйоро (1933) без надання земель вождям підписали британці. Британці взагалі проігнорували вождів племені Бусога. Негайно запропонували свої послуги британцям місцеве населення  Буганди баганда. Пропозиція британці охоче прийняли. На землях племен Кігезі, Мбале баланда були призначені податківцями і чиновниками різного рівня. Це викликало роздратування місцевих племен.
Баганда, перебуваючи на адміністративних посадах, наполягали на винятковому використанні своєї мови, луганда, і стверджували свою культуру. Найбільш цивілізованою формою одягу вони вважали свої традиційні довгі бавовняні сукні — канзу. До своєї формі християнства та ісламу намагалися долучити місцевих жителів, що свідчить про активну місіонерську діяльність.
Найбільш обурений новими порядками був народ Уньйоро. Вірним прихильником баганда і британців було це плем'я, але в підсумку були обкладені суворими податками. Агенти баганда були відкликані з їх земель після повстання 1907 року.
У 1901 році було завершено будівництво залізниці від Момбаси до порту Кисуму на березі озера Вікторія. Зростання сільського господарства стимулювала нова дорога, однак вимагала додаткових коштів на її обслуговування. Зберегти всю залізничну лінію під керуванням однієї місцевої колоніальної адміністрації дозволило перетворення в протекторат Східна Африка східної ділянки протекторату Уганда  Кенії рішення датоване 1902  роком. Центром вирощування сільськогосподарських культур, відомим як «Біле нагір'я» стало масштабне європейське поселення на величезній ділянці землі, британці створили це поселення оскільки залізниця вимагала вкладень. Сільськогосподарське виробництво було зосереджено в руках африканців в багатьох районах Уганди. Основною культурою була бавовна, через тиск з боку британської адміністрації, зацікавленої в сировину для текстильних підприємств метрополії. Місіонерське товариство також приєдналося до зусиль щодо сприяння вирощуванню бавовни і подальшої його транспортуванні. Від вирощування бавовни Буганда із стратегічним розташуванням на березі озера, лише вигравала . Швидко визнані вождями баганда переваги бавовни, створювали великі плантації на приєднаних землях. Початкова ціна тюка бавовни, що йшов на експорт в 1905 році становила £ 200, в 1906 році — £ 1 000, в 1907 році — £ 11 000, а в 1908 році — вже £ 52 000. До £ 369 000 піднялася вартість експорту бавовни до 1915 року і Велика Британія змогла припинити субсидувати колоніальну адміністрацію в Уганді. Білі поселенці в Кенії і потребували підтримки метрополії. Відносно благополучною країною зробили Буганду доходи від продажу бавовни, в порівнянні з іншою частиною колоніальної Уганди. Плем'я баганда стали витрачати свої доходи на імпортний одяг, велосипеди та навіть автомобілі. В дитячу освіту також вкладали кошти. Навички грамотності давали християнські місії, швидко навчилися читати і писати африканські новонавернені християни. Два популярні журнали — Ebifa (Новини) і Munno (Ваш друг) стали друкувати в 1911 році на мові луганда.

## 1920-ті роки: рух до незалежності

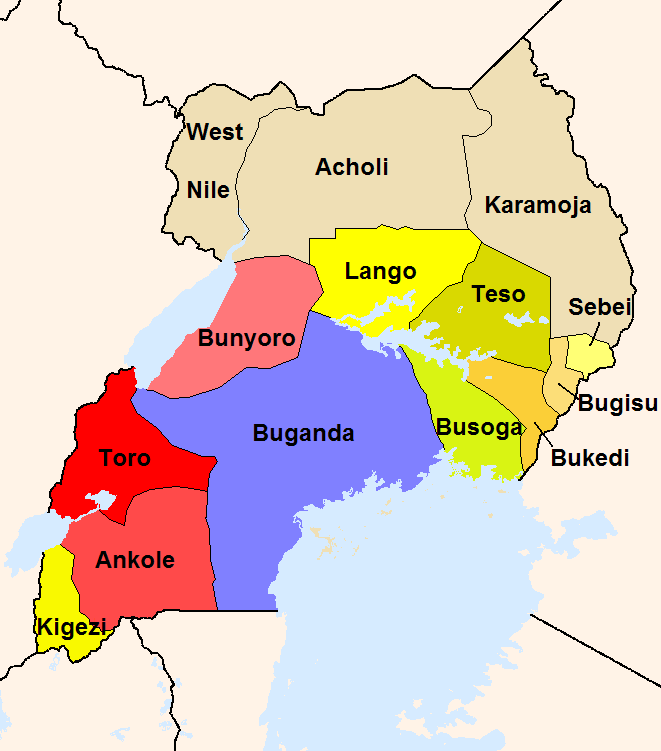
Регіони і народи Уганди. Синім кольором позначено Буганда

Приплив британських ветеранів в Уганду почався після Першої світової. Метрополія їх активно працевлаштовувала як чиновників. Самоврядування Уганди екс-офіцери вважали перешкодою для гарного управління. Сера Аполо і його покоління звинуватили в неефективності, вважали, що вони зловживають владою, а також нездатними грамотно витрачати фінанси. В 1926 році сер Аполо пішов у відставку приблизно в цей же час більшість літніх вождів баганда були замінені новим поколінням чиновників. Під час тривалих боїв між Великою Британією і Німеччиною в ході Першої світової війни Танганьїка була спустошеною, Уганда ж навпаки процвітала завдяки сільськогосподарському виробництву. Населення скоротилося в результаті хвороб, особливо спустошливою була епідемія сонної хвороби в 1900—1906 рр.) Але це не перешкоджало населенню Уганди продовжувати зростати. У 1930—1940-х роках створювали неспокій два питання. По-перше, британці стали активно залучати до виробництва азіатів-емігрантів, що в свою чергу збільшувало відсоток безробітних африканців. По-друге, колоніальний уряд жорстко регулювала покупку і обробку товарних культур і встановлення цін, залишаючи за собою роль посередника в торгівлі, що заважало місцевим фермерам.

## Незалежність
Незадоволені баганда в 1949  року збунтувалися і спалили будинки проурядових вождів. Три вимоги висунули бунтівники: замінити призначених британцями представників в місцевих органах влади на які обираються населенням депутатів, скасувати урядове регулювання цін на експорт бавовни, ліквідувати монополію азіатів на очистку бавовни від насіння. За неувагу до потреб свого народу критикували молодого шинку Фредеріка Мутеса II (також відомого як «король Фредді» або «шинку Фредді»). Британський губернатор сер Джон Холл відхилив вимоги заколотників, він розглядав заворушення як результат комуністичної пропаганди. Африканський союз фермерів Уганди заснований у 1947 І. К. Мусазі звинуватили у підготовці заворушень. Організація в результаті була заборонена британцями, а Угандійський національний конгрес очолив Мусазі в 1952 році, а організація була заборонена. Британська адміністрація розпочала підготовку до того, щоб покинути Уганду. Поступово розпадалася Британська колоніальна імперія. Після закінчення Другої світової війни Велика Британія залишила Індію, в Західній Африці спостерігалося зростання націоналізму, орієнтація на майбутнє самоврядування все більше відчувалася і в Уганді. В 1952 році Уганду готували до незалежності. Метрополія прислала в країну енергійного губернатора сера  Ендрю Коена. До активних дій Коен приступив негайно. Він реорганізував Законодавчу ради і включив представників африканського населення до місцевих зборів. Ліквідував монополію азіатів на очистку бавовни від насіння, скасував цінову дискримінацію африканської кави, заохочував кооперацію і утворив Корпорацію розвитку Уганди, щоб фінансувати нові економічні проекти. Прототипом майбутнього парламенту стала ця система.

### Політичні сили в Буганді
Раптове утворення нових політичних партій викликала перспектива проведення перших виборів. Ці подій стривожили лідерів племінних союзів Уганди. Вони відчули, що центр влади зміщується на загальнонаціональний рівень. В Лондоні в 1953 році, пролунала пропозиція створити федерацію з трьох східно-африканських територій (Британська Кенія, Уганда і Танганьїка), аналогічної тій, що була утворена в центральній Африці. Про панування в Центрально-Африканській Федерації (Родезії і Ньясаленд, пізніше — Зімбабве, Замбії і Малаві) інтересів білих поселенців, жителі Уганди були проінформовані. Вони побоювалися перспективи домінування в Східно-Африканській федерації інтересів поселенців Кенії, тому що там тривало запекле повстання мау-мау. Лідерам баганда було відкрито заявлено, що інтереси Буганди та її особливий статус повинні бути принесені в жертву інтересам нової національної держави, про це повідомив губернатор Коен. Відмовився співпрацювати з губернатором Мутеса II він підтримував своїх лідерів. Буганда повинна була бути відокремленою від іншої частини протекторату і передана в юрисдикцію міністерства закордонних справ, так зажадав Мутеса ІІ. У вигнання в Лондан був депортований кабака, це реакція Коена на конфлікт. До хвилі протестів призвів його вимушений приїзд. Для реалізації своїх планів Коен не мав підтримки в середині країни. Відновив Коен Мутеса на троні в 1955 році, але заручився згодою кабаки не протиставляти незалежність Буганди інтересам єдиної держави. Вперше з 1889 рік Мутеса ІІ отримав право призначати і звільняти урядовців, що вже давало йому реальну владу. Прихильники були консервативні, віддані Буганді і готові вступити в єдину державу. Єдиною умовою було те, що Мутеса II мав бути на чолі держави. Політики, які не поділяли ці погляди, були оголошені «ворогами короля» і піддані політичному і суспільному остракізму.
Свою власну партію —  Демократичну партію Уганди (ДПУ) на чолі з Бенедикто Ківанука створили католики баганда. Згідно з вимогами Великої Британії, шинку повинен був бути протестантом і коронуватися за зразком британських монархів, тому партія зразу ж опинилася в опозиції. Саме ця партія показала найкращу внутрішню організацію і готовність до виборів в парламент.
В 1960  році був утворений Народний конгрес Уганди (ПКУ) на чолі з  Мілтоном Оботе і зайняв центристську позицію.

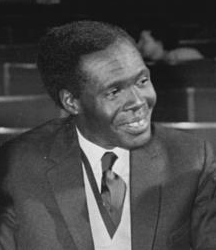
Мілтон Оботе

Незалежність об'єднаної Уганди, призвели до розколу між тими, хто вважав Буганду основою майбутнього держави, і тих, хто був проти її панування. Близько 2 млн осіб в 1959 році становило населення Буганди, а в Уганді проживало близько 6 млн чоловік. Прихильник кабаки становили близько 1 млн осіб. Цього було недостатньо, щоби претендувати на особливий статус Буганди в новій єдиній державі. В 1960 році на Лондонській конференції стало очевидно, що автономія Буганди і сильна унітарна держава були несумісні. Рішення про форму правління було відкладено після того як не вдалося досягти компромісу. Вибори проведені в березні 1961 році стали передвісником незалежності. Перш ніж приймати на себе всю відповідальність за майбутнє країни депутати парламенту повинні набути цінного досвіду управління. Спроби забезпечити майбутню автономію і «Друзі короля» закликали бойкотувати вибори в Національні збори. ДПУ здобула перемогу, тільки в Буганді з 21 мандата вона отримали 20. За ПКУ віддано майже 495 000 голосів тому за загальною кількістю голосів перемогу здобули саме вони. 416 000 за ДПУ. Бенедикто Ківанука став прем'єр-міністром, оскільки за існуючою системою виборів ДПУ отримала більше мандатів у парламенті. Сепаратисти баганда були вражені результатами виборів і дуже пошкодували про свій бойкот. Вони складали політичну партію під назвою «Шинку Єкка». Схема запропонована британцями про створення федеративної держави, відповідно до якої Буганда повинна була користуватися певною внутрішньою автономією, якщо братиме участь в національному уряді була підтримана сепаратистами.
Вигнавши своїх опонентів з уряду ПКУ були стурбовані, але Мілтон Оботе досяг угоди з шинків і КЕ, обіцяючи визнати особливий статус Буганди. Він також пообіцяв шинку пост Глави держави, що мало велике символічне значення для баганда. Стратегічний союз між ПКУ і КЕ зробив неминучим поразку тимчасової адміністрації, що складалася з членів ДПУ. Мілтон Оботе зайняв посаду прем'єр-міністра. Була прийнята конституція, яка надавала чотирьом традиційним королівствам і території Бусога федеральний статус. 9 жовтня 1962 року Уганда стала незалежною державою. В 1963 році шинку став першим президентом Уганди.

## Прапор
До 1894 року Уганда користувалася прапором Британської Східно-Африканської компанії. Зображенням символу країни —  східного вінценосного журавля було додано на прапор в 1914 році. Аж до 1961 року використовувався цей прапор. У період самоврядування (1961—1962) Дві зелені смуги додали на прапор в період самоврядування з 1961 по 1962 роки, а збільшена фігура журавля була розташована посередині на синьому тлі ці зміни ініціював лідер Демократичної партії Уганди Бенедикто Ківанука. 9 жовтня 1962 року був затверджений сучасний варіант прапора.